# Lytta lecontei
Lytta lecontei är en skalbaggsart som beskrevs av Lucas Friedrich Julius Dominikus von Heyden 1890. Lytta lecontei ingår i släktet Lytta och familjen oljebaggar. Inga underarter finns listade i Catalogue of Life.